# Stefan Schäffler
Stefan Schäffler (* 6. Dezember 1960 in Augsburg) ist ein Mathematiker und Hochschullehrer an der Universität der Bundeswehr München.	
Schäffler legte 1981 das Abitur am humanistischen Gymnasium bei St. Stephan in Augsburg ab und studierte ab  November 1981 Mathematik mit Nebenfach Informatik an der Technischen Universität München. Dort legte er 1986 die Diplomprüfung ab, wurde 1988 mit einer Arbeit aus der Zeitreihenanalyse zum Dr. rer. nat. promoviert und habilitierte sich 1993 für das Fach Mathematik mit einer Arbeit zur hochdimensionalen Globalen Optimierung. Ferner wurde er 1997 nach einem Aufbaustudium der Elektro- und Informationstechnik mit einer Arbeit zur optimalen Decodierung von Blockcodes zum Dr.-Ing. promoviert. Von 1997 bis 2001 war er als Projektwissenschaftler bei der SIEMENS AG tätig (ab Mitte 1998 in Teilzeit) und wurde einer der ersten Senior Principal Research Scientists dort. Von 1998 bis 2000 war er Professor für angewandte Mathematik an der Universität Erlangen-Nürnberg. Seit 2000 ist er Ordinarius für Mathematik und Operations Research an der Universität der Bundeswehr München. Dort war er auch als Dozent für Wissenschaftsphilosophie tätig.
Seine Arbeitsgebiete sind: Stochastische Analysis (mit Schwerpunkt Modellierung von Rauschprozessen), Informationstheorie und globale Optimierung.

## Schriften (Auswahl)
- Inverse Probleme mit stochastisch modellierten Messdaten. Springer Spektrum, Berlin, 2022. (zusammen mit M. Richter). ISBN 978-3-662-66342-4
- Die Kunst des Zählens: Eine Einführung in die Kombinatorik. Springer Fachmedien Wiesbaden, 2019.
- Wissenschaftsphilosophie: Eine Einführung in die wissenschaftliche Modellbildung. Springer Fachmedien Wiesbaden, 2019.
- Generalized Stochastic Processes. Modelling and Applications of Noise Processes. Birkhäuser, Cham, 2018.
- Verallgemeinerte Funktionen: Grundlagen und Anwendungsbeispiele. Springer Fachmedien Wiesbaden, 2018.
- Verallgemeinerte stochastische Prozesse: Modellierung und Anwendung technischer Rauschprozesse. Springer Spektrum, Berlin, 2017.
- Mathematik der Information. Theorie und Anwendungen der Shannon-Wiener Information. Springer Spektrum, Berlin, 2015.
- Global Optimization. A Stochastic Approach. Springer, New York, 2012.
- Mit David Meintrup: Stochastik – Theorie und Anwendungen. Springer, Berlin / Heidelberg / New York 2005, ISBN 3-540-21676-6, doi:10.1007/b137972.